# Província de Trento
La província de Trento o Trentino (en trentí Trènt, en alemany Trient) forma part de la regió de Trentino-Tirol del Sud dins d'Itàlia. Limita al nord amb Tirol del Sud, a l'est i sud amb el Vèneto (Província de Belluno, província de Vicenza i província de Verona) i a l'oest amb Llombardia (província de Brescia i província de Sondrio).

## Etimologia
La paraula Trento prové de Tridentum, que era el nom que li van donar els romans a un campament que seria l'embrió de l'actual ciutat. L'origen del nom és derivat del de "trident", tres dents. Els historiadors no s'han posat d'acord quines són aquestes "dents": poden ser o les muntanyes que envolten la ciutat (Doss Trento o Verouca, Santa Aghata i Sant Roque) o els tres rius que la travessen (tres braços del riu Adigio). Els cenomanos - romans d'aquesta regió van ser coneguts com a tridentinus. La tradició llatina indica que ve de la inscripció Montes argentum mihi dant nomenque Tridentum (les muntanyes em donen la plata i el nom de tridentum), feta per Fra Bartolomeo de Trento († 1251) i que es troba al Centre Històric de la ciutat.

## Geografia física

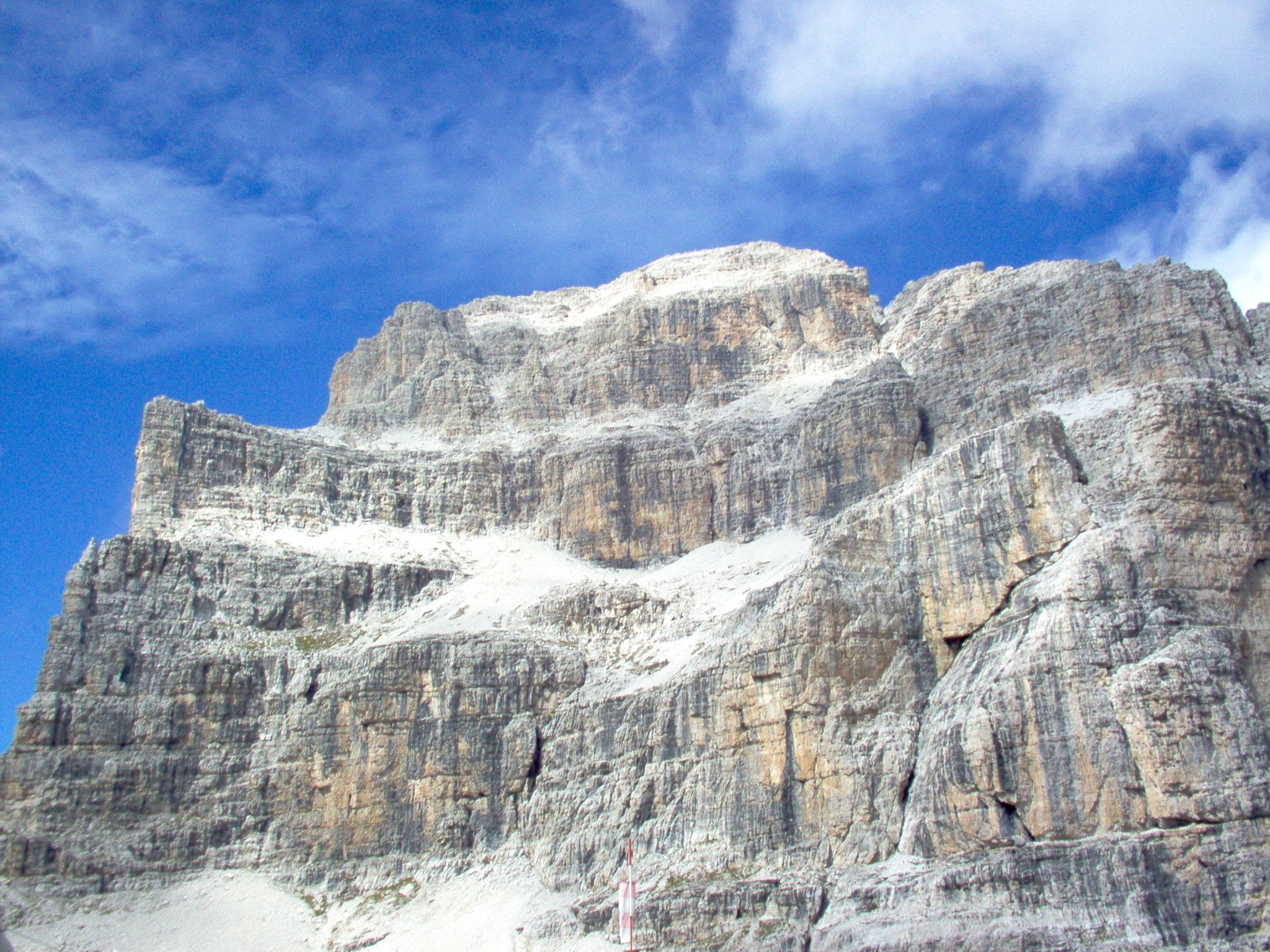
Cim Brenta Alta, Massís de Brenta.

La província es troba en l'extremitat septentrional d'Itàlia, des del Llac de Garda al vessant alpí. Al nord limita amb el Tirol del Sud, a l'oest amb la província de Sondrio i la província de Brescia, al sud amb la província de Verona i a l'est amb la província de Vicenza i la província de Belluno.
El territori és enterament muntanyenc, caracteritzat pels Dolomites i els Alps meridionals. El paisatge alpí es troba dominat per muntanyes impactants per la bellesa de la seva verticalitat. És una regió d'interès natural excepcional, poblada de bellíssims massissos muntanyencs com el massís de Brenta i sobretot l'extraordinària serralada de les Dolomites. El riu més important és l'Adige, que li dona nom a tota la regió i que la travessa la província amb rumb Nord-Sud.

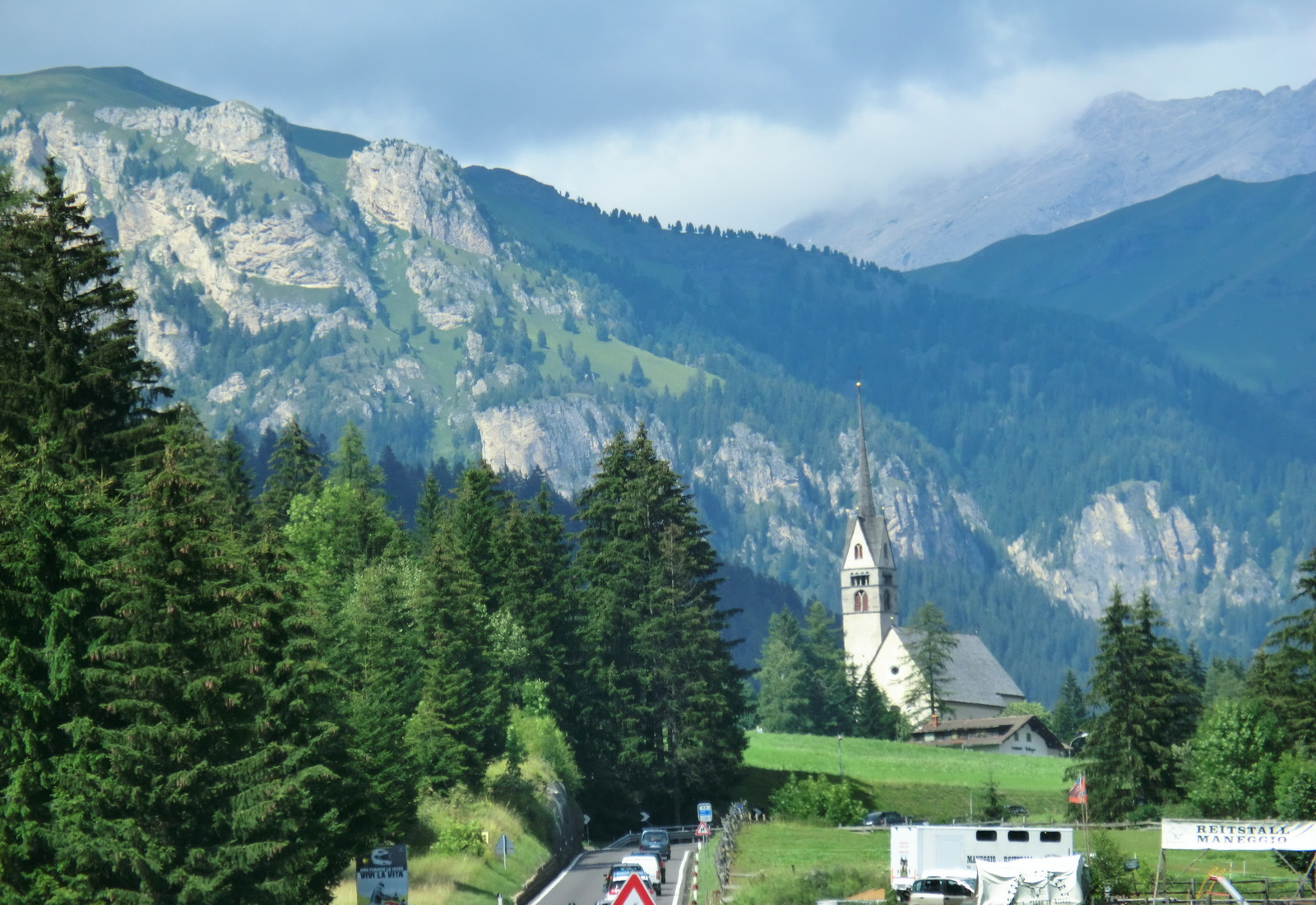
Vigo di Fassa, amb les Dolomites al fons que van ser declarats com a Patrimoni de la Humanitat per la UNESCO l'any 2009.

La província té una superfície de 6.212 km², la major part terra muntanyenca (un 20 % queda per sobre dels 2.000 m i un 70 % de més de 1.000 m) i està coberta per vasts boscos (50 % del territori). El clima varia per tota la província, des del clima alpí al subcontinental, amb estius temperats i variables i hiverns freds i bastant nevats. La regió sempre ha estat una destinació preferida dels turistes, tant a l'hivern per esquiar com a les altes muntanyes i en l'estiu per visitar les amples valls i molts llacs.

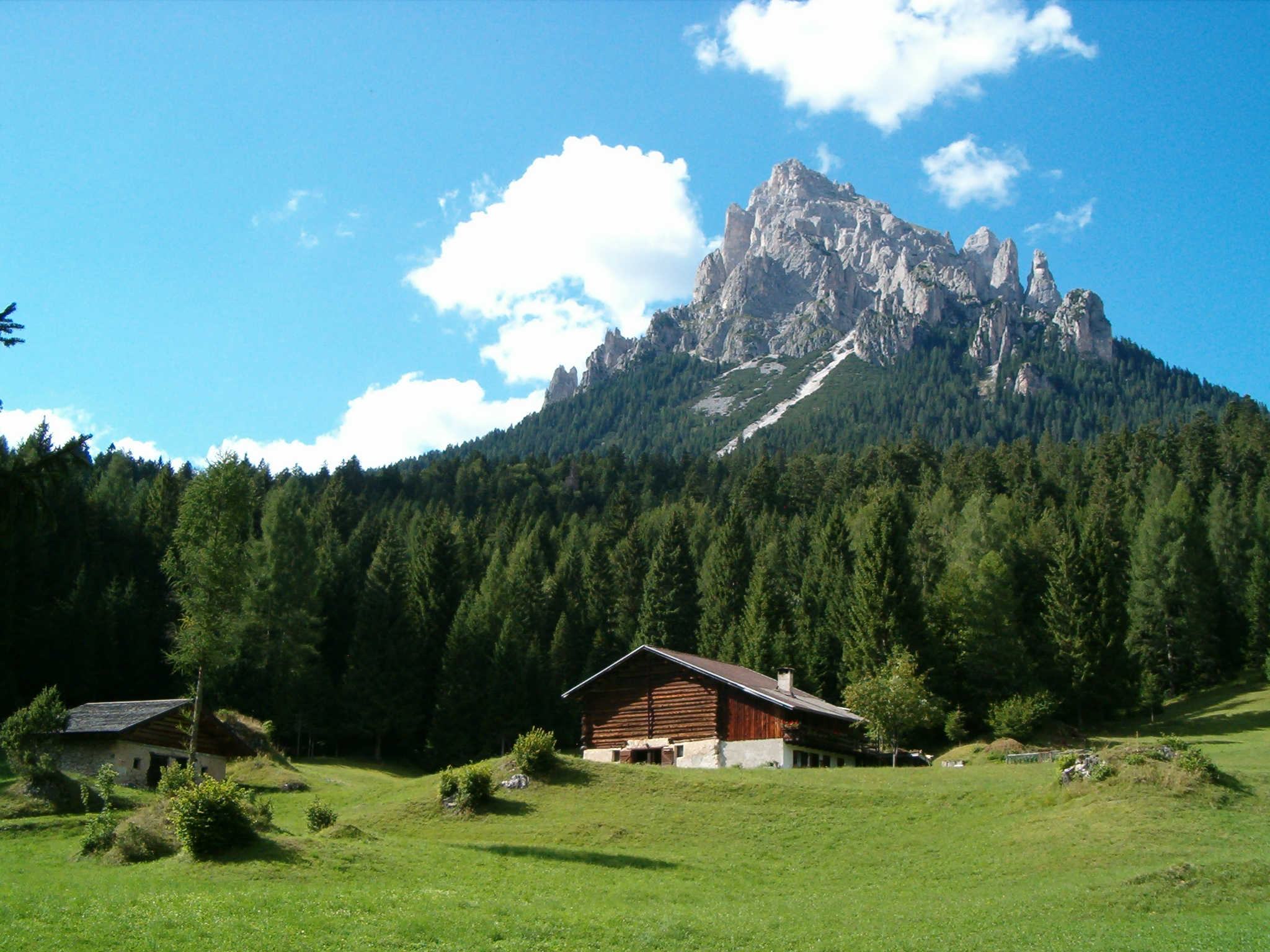
Parc natural Paneveggio - Grup Pala.

Trento és ric en cursos d'aigua. El riu més important és l'Adigio, que dona el seu nom a la regió, i els seus afluents Passirio, Isarco amb el seu tributari Rienza, Adige i Noce, el Brenta, el Sarca i el Chiese. També li pertany la part septentrional del llac de Garda, el major llac italià. En Trentino s'estén la punta septentrional del llac de Garda que es troba una mica al Trentino, Vèneto i Llombardia; són nombrosos els llacs alpins, sovint de petites dimensions. Entre els més notables: llac de Ledro, llac de Levico, Llac Idro, llac de Molveno i llac de Tovel. Gran part es troben en quotes superiors als 2000 metres.

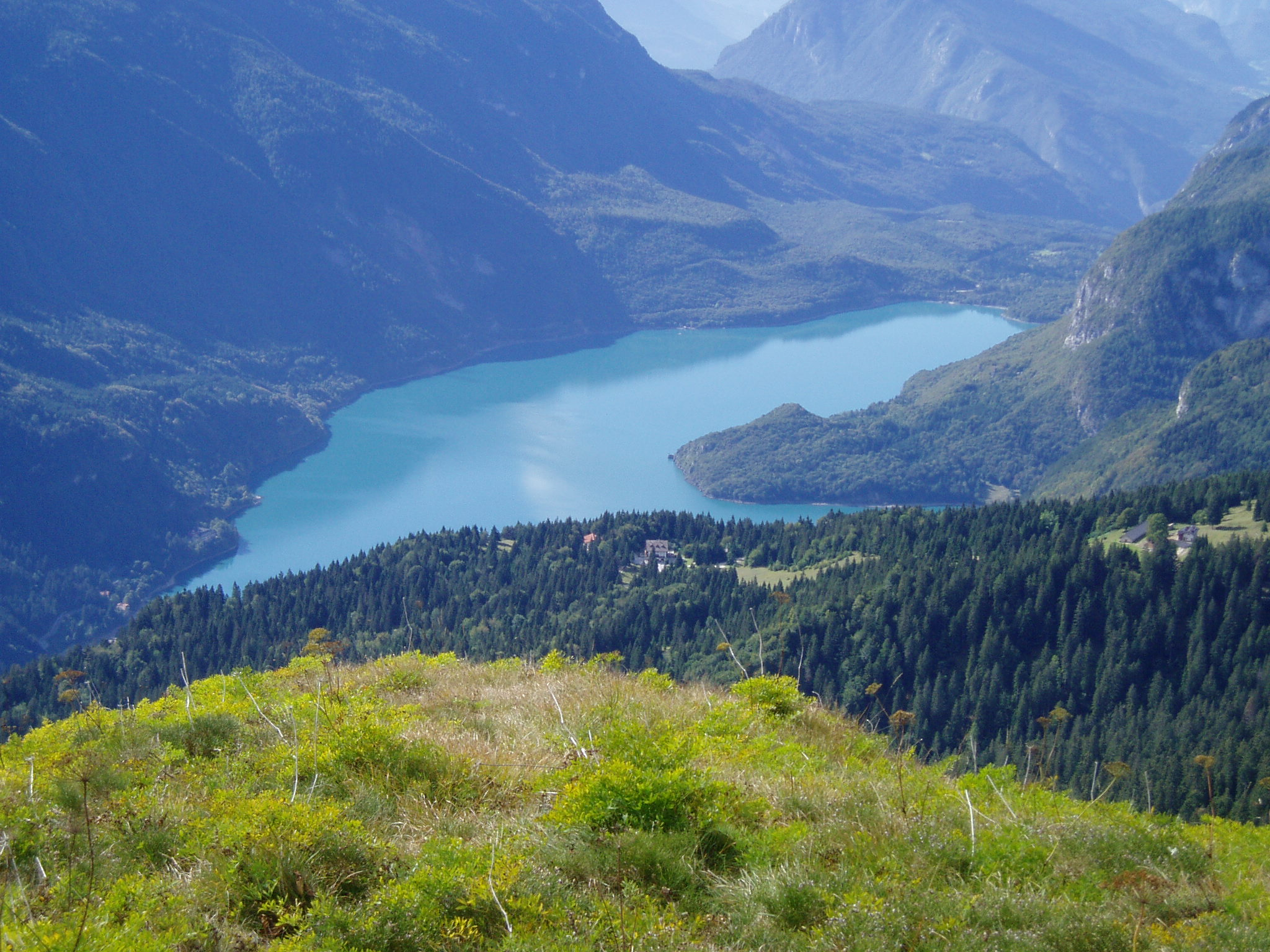
El Llac de Molveno.

El clima del Trentino pot ser definit de transició entre el clima semicontinental i l'alpí. Les temperatures de gener són compresos entre els -5 C° als -10° mentre que a l'estiu estan en 20°-25° fins i tot més. Presentant la gran part del territori una altura mitjana bastant elevada (al voltant del 77 % està per sobre dels 1.000 m, poc menys del 20 % sobre els 2000 m), això no presenta aquelles característiques de rigidesa pròpies d'altres àrees alpines. El clima pot subdividir-se en quatre grans àrees:
- àrea submediterránea - a la zona de l'Alt Garda i del baix Valle del Sarca. Té hiverns rarament freds, encara que no com la resta del fons de vall, i estius càlids però moderats per la brisa del Garda. La vegetació està composta essencialment per mescla submediterránea i continentals amb particular presència d'oliveres, alzines i xiprers;
- àrea subcontinental - clima i transició que caracteritza el fons de la vall, amb hiverns bastant rígids i considerablement nevats. La vegetació està constituïda sobretot per castanyers, faigs i avets; també en aquest vessant no falten en cap cas essències submediterrànies, sobretot a les àrees protegides. En aquesta zona es practica àmpliament el cultiu de la mel. L'escassa pluviositat (menys de 500 mm de precipitacions anuals), la presència constant del sol més de 300 dies a l'any.
- àrea continental - a les valls alpines (com les valls de Fassa o de Sole o de Primiero) amb hiverns severs i estius breus i bastant plujosos i amb vegetació composta sobretot de coníferes;
- àrea alpina - en les parts superiors al límit de la vegetació arbòria (1800/900 m), amb neus que romanen al llarg de l'any.

## Minories lingüístiques
A la província hi són present tres minories lingüístiques, tutelades per l'estatut d'autonomia regional (art. 102) i per lleis nacionals i provincials. La minoria més nombrosa és la dels ladins de la Vall de Fassa, així com les comunitats germanòfones dels mòcheni i dels cimbris:
- el ladí és parlat a la Vall de Fassa/Val de Fascia (municipis de Campitello di Fassa/Ciampedel, Canazei/Cianacei, Mazzin/Mazin, Moena, Pozza di Fassa/Poza, Soraga/Sorèga, Vigo di Fassa/Vich);
- la parla dels mocheni a la Vall dels Mocheni/Bersntol (municipis de Frassilongo/Garait, Fierozzo/Gamoà Va Vlarotz i Palù del Fersina/Palae en Bersntol);
- la parla dels cimbris a Luserna/Lusern.